# Conque
Die Conque war ein französisches Gewichtsmaß für Getreide. Als altes baskisches (Bayonne) Maß hatte es in fast jedem Dorfe eine andere Größe. Auch als  Salzmaß konnte es verwendet werden.
- 1 Conque = ½ Sack = 2070 Pariser Kubikzoll = 54 Pfund